# Estat de Jin
|  | Per a altres significats, vegeu «Jin (desambiguació)». |

Jin (en xinès tradicional: 晉國, en xinès simplificat: 晋国, en pinyin: Jìn Guó), originalment conegut com a Tang (唐), fou un dels regnes durant la dinastia Zhou Occidental i el període de Primaveres i Tardors, estava situat a la província de Shanxi, Xina.

## Zhou Occidental (1046-771 aC)
Jin va ser fundat quan el rei Cheng de Zhou li va donar una terra dita Tang al seu germà menor, Tang Shuyu. Quan la dinastia Zhou va ser fundada les terres conquerides se'ls va donar als parents i ministres Zhou com feus hereditaris. El rei Cheng de Zhou, el segon Rei Zhou, li va donar una terra dita Tang, oest del que és avui en dia el Comtat Yicheng a Shanxi, al seu germà menor, Tang Shuyu amb el rang d'un marquès. El seu fill i el seu següent successor, el marquès Xie de Jin, va canviar el nom de Tang a Jin. Es té poca informació sobre Jin durant aquest període més enllà d'una llista de governants.

## Primaveres i Tardors
L'any 771 aC els nòmades Quanrong van expulsar els Zhou de la vall del riu Wei i van matar el rei. El marquès Wen de Jin, l'onzè marquès de Jin, va donar suport al rei Ping de Zhou matant el seu rival, el rei Xie de Zhou, un acte pel qual el rei Ping el va recompensar molt. Jin va fundar una nova ciutat al nord de la capital a Quwo el 746 aC. Jin va tindre múltiples capitals. La capital de Jin en un principi era Tang; les restes de Tang són el modern Qucun. La capital va ser més tard traslladada a È, llavors Jiang, després Xintian. Les restes de Xintian són a la moderna Houma. Del 746 al 677 Quwo va ser la capital d'un fragment de Jin. Tots aquests lloc són al sud de la planúria Shanxi, al sud-est del riu Fen.

## Els Regnes Combatents
El 403 aC, el rei Weilie de Zhou va reconèixer Han Qian, Zhao Ji, Wei Si com a marquesos de Han, Zhao i Wei respectivament, aleshores Jin va ser partit a tres estats: Han, Zhao i Wei. La partició de Jin va ser el final del període Primaveres i Tardors, el començament del període dels regnes combatents i la independència política de Han. El Rei Lie de Zhou va ser obligat a reconèixer els nous estats, elevant a la categoria de marquesos als seus governants. L'estat de Jin va existir nominalment unes dècades més fins que els Annals de Bambú esmenten que el 369 aC, Cheng de Zhao i Gong de Han van traslladar el duc Huan de Jin a Tunliu i ja no hi ha registres de governants de Jin, considerant-se el final de Jin.